# Aborolobatea paracheliformis
Aborolobatea paracheliformis är en kräftdjursart. Aborolobatea paracheliformis ingår i släktet Aborolobatea och familjen Oedicerotidae. Inga underarter finns listade i Catalogue of Life.